# Пустовіт Антоніна Миколаївна
Пустовіт Антоніна Миколаївна (нар. 16 жовтня 1955, Корбомиколаївка, Кіровоградська область) — радянська веслувальниця (академічне веслування), майстер спорту СРСР міжнародного класу, срібний призер Олімпійських ігор 1980 у складі четвірки парної з рульовою.

## Біографія
Перший тренер — Н. І. Чечуй. Закінчила факультет фізичного виховання МДПІ. В 1975 році стала чемпіонкою України. В 1977 році виграла бронзу чемпіонату СРСР в одиночках, а у 1978 році — срібло. В 1979 році виграла 2 золоті нагороди чемпіонату СРСР.
На Олімпійських іграх 1980 виграла срібну медаль у складі четвірки парної з рульовою.
В 1982 році закінчила спортивну кар'єру у зв'язку із народженням дитини.
Працювала вихователем у дитячому садку, інструктором-методистом у ШВСМ м. Миколаїв, завідувачкою кафедри фізкультури в Чорноморському національному університеті. Одружена з веслувальником і тренером Віктором Димовим. Виховує двох синів.